# Liste verschollener Expeditionen
Die Liste verschollener Expeditionen nennt Expeditionen mit wissenschaftlichem oder militärischem Hintergrund, die verschollen sind.

## Komplett verloren
| Bezeichnung                         | Leiter                            | Jahr des Verlusts | Region                                          | Bemerkungen |
| ----------------------------------- | --------------------------------- | ----------------- | ----------------------------------------------- | --- |
| Verlorene Armee des Kambyses        |                                   | 524 v. Chr.       | Ägypten                                         | Der persische König Kambyses II. entsandte laut einem Bericht von Herodot ein Heer von 50.000 Kriegern von Theben in die Oase Siwa, doch ging die ganze Armee in einem Sandsturm unter. |
| Expedition der Brüder de Vivaldo    | Ugolino de Vivaldo                | 1291              | Westafrika                                      | Die zwei portugiesischen Galeeren Allegranza und Sant'Antonio verließen im Mai 1291 mit 300 Mann den Hafen von Genua mit dem Ziel, Afrika zu umsegeln und Indien zu erreichen. Der letzte Bericht stammt von Gozora (Kap Nun), Marokko. Möglicherweise strandete ein Schiff am Gambia und die Besatzung des zweiten Schiffs wurde am Senegal gefangen genommen. |
| Expedition des Abubakari            | Abu Bakr II.                      | 1311              | Atlantik                                        | Abubakari II. soll König des Mali-Reiches in Westafrika gewesen sein. Er soll abgedankt haben, um eine Expedition über den Atlantik anzuführen. Die Person ist für Historiker nicht fassbar. |
| Expedition von Ferrer               | Jaume Ferrer                      | 1346              | Westafrika                                      | Ferrer segelte im August 1346 von Palma, Mallorca, nach Westafrika auf der Suche nach Goldvorkommen. |
| Cabots letzte Expedition            | John Cabot                        | 1498              | Atlantik                                        | Nachdem die Flotte im Mai 1498 von Bristol nach Nordamerika losgesegelt war, geriet eines der Schiffe in Seenot und kehrte zurück. Das weitere Schicksal der anderen Schiffe ist unbekannt. |
| –                                   | Gaspar Corte-Real                 | 1501              | Neufundland                                     | Eine portugiesische Expedition segelte vermutlich in die Gegend von Neufundland. Zwei Karavellen fuhren zurück. Corte-Real fuhr mit seiner Karavelle weiter. Er verschwand ohne Spur. |
| –                                   | Miguel Corte-Real                 | 1502              | Atlantik                                        | Suchexpedition von Miguel Corte-Real nach seinem Bruder. Auch er verschwand spurlos. |
| –                                   | James Knight                      | 1721              | Marble Island, Kanada                           | Britische Expedition, um die Nordwestpassage zu finden. |
| –                                   | Jean-François de La Pérouse       | 1788              | Ozeanien                                        | Französische Expedition mit dem Ziel der Weltumsegelung. Im Februar 1788 kam die letzte Nachricht aus dem Pazifik. |
| Houghton-Expedition                 | Daniel Houghton                   | 1791              | Sahara                                          | Britische Expedition an dem Fluss Gambia und dem Hinterland der afrikanischen Westküste. |
| –                                   | George Bass                       | 1803              | Pazifischer Ozean                               | Britische Expedition nach Tahiti und möglicherweise Chile. |
| Franklin-Expedition                 | John Franklin                     | 1845              | Victoria Strait, kanadische Arktis              | Britische Expedition zur Untersuchung der Nordwest-Passage. |
| Dritte Leichhardt-Expedition        | Ludwig Leichhardt                 | 1848              | McPherson's Station, Coogoon, Western Australia | Britische Expedition, um das nördliche und zentrale Australien zu erkunden. |
| –                                   | Eduard Vogel                      | 1856              | Wadai, Zentralafrika                            | Britische Landexpedition, um eine Handelsroute durch Afrika nach Asien zu finden. Er verließ die Expedition von Heinrich Barth. Er wurde vermutlich ermordet. |
| Terra Nova Expedition               | Robert Falcon Scott               | 1913              | Antarktika                                      | Britische Expedition mit dem Ziel, den Südpol erstmals zu erreichen. |
| –                                   | Wladimir Alexandrowitsch Russanow | 1913              | Karasee                                         | Russische Expedition in die Arktis, um die Nordostpassage zu durchfahren. Die Hercules und 13 Mann Besatzung verschwanden. 1934 wurden auf der Hercules-Insel, 1947 auf der Sewernaja Semlja Ausrüstungsgegenstände der Expedition gefunden. |
| –                                   | Percy Fawcett                     | 1925              | Brasilien                                       | Fawcett, sein ältester Sohn Jack und sein Freund Raleigh Rimell verschwanden bei der Suche nach einer sagenhaften Stadt Manoa nahe dem Fluss Rio Xingu. |
| Zweite Hessische Grönlandexpedition | Hans Krüger                       | 1930              | kanadische Arktis                               | Krüger, sein dänischer Übersetzer Åge Rose Bjare und der Inuit-Führer Akqioq verschwanden im Bereich der Sverdrup-Inseln. Die letzten Spuren wurden auf Axel Heiberg Island gefunden. |
| –                                   | Richard Halliburton               | 1939              | nahe Midwayinseln, Pazifik                      | Amerikanische Expedition, um eine nachgebaute chinesische Dschunke von Hongkong über den Pazifik nach San Francisco zur Golden Gate International Exposition zu bringen. Die letzte Nachricht vom 23. März 1939 berichtete über stürmisches Wetter. |

## Ein oder mehr überlebende Mitglieder
| Bezeichnung         | Leiter                     | Jahr des Verlusts | Region          | Bemerkungen                                                                                                   |
| ------------------- | -------------------------- | ----------------- | --------------- | --- |
|                     | Thomas F. Grindell         | 1905              | Sonora-Wüste    | Von vier Goldsuchern und einem einheimischen Führer kamen drei ums Leben. Jack Hoffman und Papago überlebten. |
| Brusilov-Expedition | Georgi Lwowitsch Brussilow | 1913              | Karasee, Arktis | Russische Expedition zum Nördlichen Seeweg. Nur Walerian Albanow und Alexander Konrad überlebten.             |